# Pseudagrion malgassicum
Pseudagrion malgassicum là một loài chuồn chuồn kim trong họ Coenagrionidae.
Pseudagrion malgassicum được miêu tả khoa học năm 1951 bởi Schmidt.